# Parafia św. Bartłomieja Apostoła w Jędrzychowie
Parafia pw. Świętego Bartłomieja Apostoła w Jędrzychowie znajduje się w dekanacie polkowickim w diecezji Legnickiej.  W 2014 roku po śmierci ks. proboszcza Daniela Wójcika SDB, została przydzielona do parafii św. Michała Archanioła w Sobinie.  Od 2019 roku proboszczem parafii jest ks. Marek Kurzawa.  Mieści się pod numerem 45 w Jędrzychowie.